# Gé van der Pol
Gé van der Pol (Laren, 29 juni 1928 - Renkum, 1 april 2016) was een Nederlandse architect en (amateur)pianist. Naast zijn werk als architect heeft hij nevenfuncties bekleed zoals vicevoorzitter van de Stichting Architectenresearch Onderwijsgebouwen en lid van monumenten- en welstandscommissies. Ook zette hij zich in voor het behoud van historische stoommachines en botters. Van der Pol is auteur van twee boeken over monumenten. Hij was lid van de Bond van Nederlandse Architecten (BNA). Het architectonisch werk van Van der Pol is (internationaal) gepubliceerd en in 1993 organiseerde het Singer Museum te Laren een tentoonstelling over zijn werk. Als musicus was Van der Pol in 1965 winnaar van het Loosdrecht Jazzconcours en in 1977 van het Nationaal Blues Concours. 

## Werken

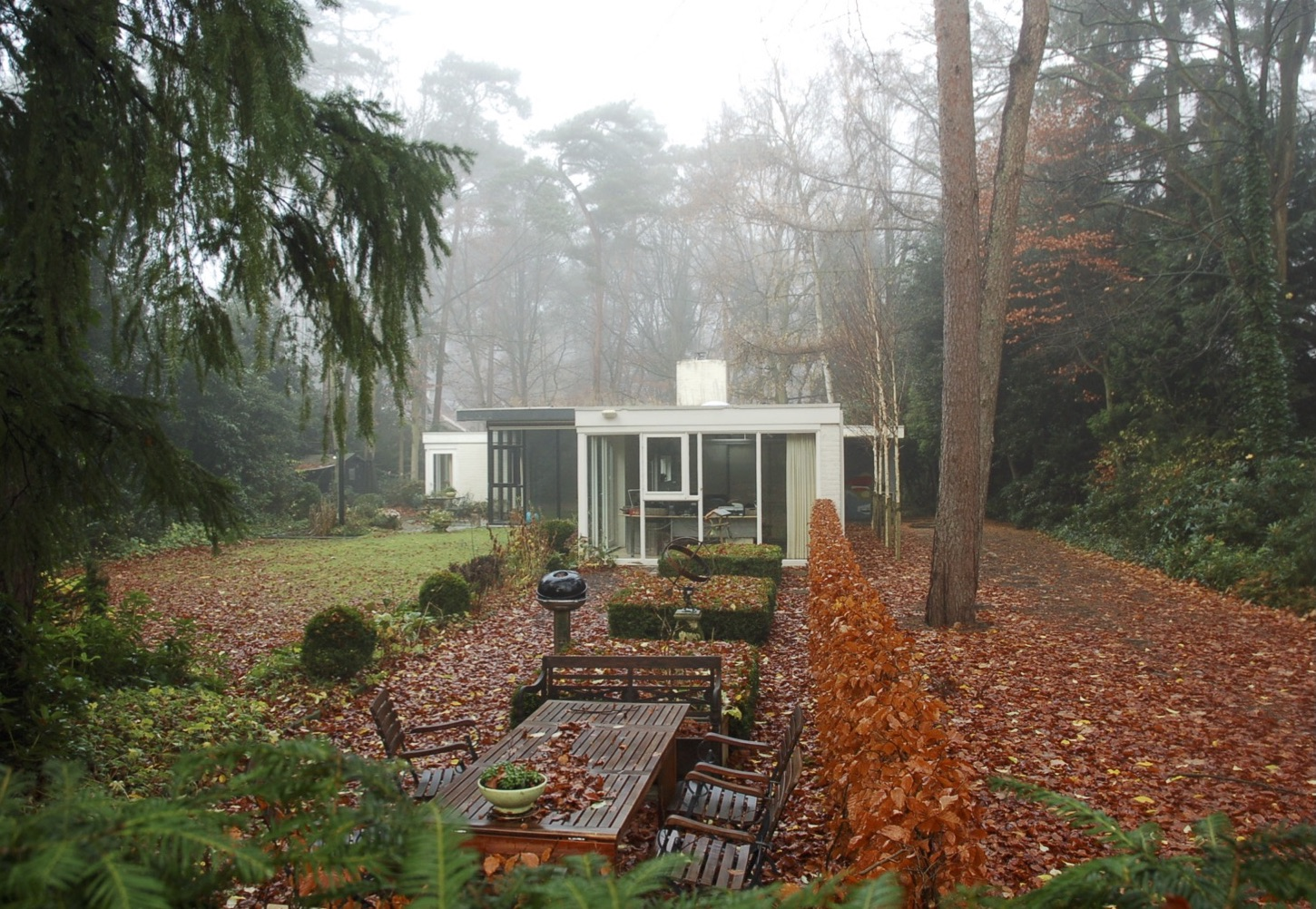
Bungalow in Naarden uit 1959, getekend door Van der Pol

Van der Pol kreeg zijn bouwkundige opleiding van 1947 tot 1956 in Amsterdam. In de laatste jaren van die periode was hij werkzaam bij enkele Gooise architecten waarvan Wouter Hamdorff de bekendste is. Van 1957-64 werkte hij met de architecten Hein van Meer, Dick Sterenberg en Jan Verhoeven samen, onder andere onder de naam BUOR (BUreau voor Orde en Regelmaat). Vanaf 1964 ging Van der Pol in Hilversum verder als zelfstandig architect.
Stilistisch valt zijn gebouwde oeuvre onder het structuralisme. In het werk zijn drie perioden herkenbaar. Voor 1970 werd voornamelijk aan particuliere opdrachten (bungalows) gewerkt. Gedurende de ongeveer twaalf jaar daarna maakte Van der Pol zijn grootste werken. Dit waren vooral gebouwen met een maatschappelijke functie; meerdere scholen, een groot buurtcentrum in Huizen, een gezondheidscentrum en een enkel kantoor. Het laatste deel van zijn werkzame leven besteedde hij voornamelijk aan monumentenonderzoek en restauraties. 
Van der Pol had een voorkeur voor eenvoudige, onbehandelde bouwmaterialen zoals beton, betonsteen en hout. Een deel van het werk is ondertussen ingrijpend verbouwd of zelfs verdwenen. Een voorbeeld daarvan is de Theo Thijssenschool in Huizen. Deze werd kort na de oplevering lovend beschreven, maar is in 2012 gesloopt.
- Nederlandse Thesaurus van Auteursnamen: 32589597X
- RKD-Nederlands Instituut voor Kunstgeschiedenis: 64027
- Virtual International Authority File: 285613843
- WorldCat: E39PBJv4hGCWRWr7FFd8wXJ4bd